# Emanuel Abraham Aguilar
Emanuel Abraham Aguilar   (Clapham, 23 d'agost de 1824 - 1904) va ser un concertista i compositor anglès d'origen portuguès.

## Biografia
Aguilar era fill de refugiats jueus sefardites de Portugal que es van establir a Londres. El seu pare era el comerciant de la ciutat Emanuel Aguilar (1787-1845) i la seva mare Sarah Diaz Fernandez (1787-1854). La seva germana era la novel·lista Grace Aguilar. Va estudiar piano i composició a Frankfurt, i va ser el primer a interpretar-hi el Concert en fa menor de Chopin. El 1847 la seva germana, la salut de la qual ja s'estava deteriorant, el va visitar a la seva casa de Frankfurt i hi va morir, als 31 anys.
Tornat a Londres l'any 1848 es va establir com a solista i es va establir com a professor, tot i que tornava sovint a Alemanya per fer concerts (per exemple a la Gewandhaus de Leipzig el 30 de març de 1848) i com a compositor visitant, pel que fa a l'estrena. interpretació de la seva segona simfonia el 1851.
Des de la dècada de 1850, Aguilar va viure al 68 Upper Norton Street (ara Bolsover Street) a Marylebone. Les adreces posteriors van ser 17 Gloucester Crescent a Paddington (des de la dècada de 1870), i a la casa d'allotjament 7 Weymouth Street a Marylebone (1901-1904). Es va casar dues vegades i va quedar vidu dues vegades. La seva primera dona va ser Sarah Lindo, que va conèixer a Frankfurt i es va casar allà el 1848. Va morir en donar a llum el seu cinquè fill el 1868. La seva segona esposa va ser Ellen Britton, que va morir el 1883, als 42 anys. Aguilar va morir a Marylebone (barri de Londres), als 79 anys.

## Música
El seu opus oficial num. 1, el Gran Duo Concertant per a violoncel i piano, es va publicar a Leipzig el 1848. Tres simfonies formen el nucli de la seva obra orquestral i mostren l'abast de les seves primeres ambicions com a compositor. La simfonia núm. 1 en do va ser una obra d'estudiant, composta el 1844 i estrenada a Frankfurt. La Simfonia núm. 2 en mi menor va rebre la seva estrena orquestral el 1851, és a dir, a Frankfurt. La Simfonia núm. 3 va ser composta el 1854 i va rebre una estrena a Londres.
Hi havia dues òperes: The Wave King (1855, basada en una llegenda romàntica alemanya) i The Bridal Wreath (1863). Totes dues van romandre sense escenificar, tot i que es va escoltar un concert de The Wave King en una actuació privada al 148 "Westbourne Terrace" l'abril de 1863, i parts de The Bridal Wreath es van donar al concert del tenor Trelawney Cobham al "Vestry Hall" de Chelsea el dilluns 11 de març de 1867. I hi havia tres cantates: Summer Night (1875, text de Camilla Dufour Crosland); The Bridal of Triermain (Walter Scott, produïda en un concert de la ""Bedford Musical Society", 27 d'octubre de 1880);[11] i Goblin Market (1880) , adaptat en col·laboració amb la poeta Christina Rossetti). Aquest últim, lleugerament arranjat per fer-lo acceptable per als escolars (està marcat "per a veus agudes"), va rebre "una actuació modesta" a casa del compositor el 10 de gener de 1880.
Més tard en la seva carrera hi va haver moltes cançons, solos de piano (incloent-hi la Sonata en Do, 1865 i els quatre Morceaux de Salon, 1869), duets de piano, i una quantitat substancial de música de cambra, incloent tres trios, dos quartets, un quartet de piano, un sextet i un septet. Molts d'aquests es van interpretar en els concerts de la "Musical Artists' Society". També va publicar una col·lecció de cànons i transcripcions de fuga pensades com a exercicis preparatoris per a tocar Bach, així com A Little Book About Learning the Pianoforte (1866, revisat i ampliat com a How to Learn the Pianoforte, 1883).
Tanmateix, l'obra més duradora d'Aguilar, encara en ús avui dia, va ser la seva música religiosa per a la Congregació de Jueus espanyols i portuguesos de Londres. Se'l recorda per anotar i arranjar Les antigues melodies de la litúrgia dels jueus espanyols i portugueses , publicades el 1857 en col·laboració amb el rabí i autor David de Aaron de Sola i la sinagoga hispano-portuguesa de Bevis Marks a Londres.